# Amici per sempre live 2023
AmiciXSempre live 2023 è il 61º tour musicale dei Pooh, organizzato in occasione della seconda reunion della band.
Iniziato il 6 luglio 2023 da Milano e concluso nel Connecticut il 19 novembre 2023.
Si tratta della prima tournée dal 2016.

## Date
| Data              | Città               | Luogo                   | Spettatori        |
| Italia            | Italia              | Italia                  | Italia            |
| ----------------- | ------------------- | ----------------------- | ----------------- |
| 1 luglio 2023     | Reggio Emilia       | RCF Arena               | concerto di prova |
| 6 luglio 2023     | Milano              | San Siro                | 56.000            |
| 15 luglio 2023    | Roma                | Stadio Olimpico         | 65.000            |
| 16 settembre 2023 | Taormina            | Teatro antico           | 4.500             |
| 17 settembre 2023 | Taormina            | Teatro antico           | 4.500             |
| 19 settembre 2023 | Agrigento           | Teatro Valle dei Templi | 4.000             |
| 21 settembre 2023 | Napoli              | Arena Flegrea           | 5.600             |
| 24 settembre 2023 | Codroipo            | Villa Manin             | 6.300             |
| 27 settembre 2023 | Bergamo             | Fiera                   | 6.500             |
| 29 settembre 2023 | Verona              | Arena di Verona         | 13.000            |
| 30 settembre 2023 | Verona              | Arena di Verona         | 13.000            |
| 1 ottobre 2023    | Verona              | Arena di Verona         | 13.000            |
| 5 ottobre 2023    | Assago              | Mediolanum Forum        | 12.700            |
| 6 ottobre 2023    | Assago              | Mediolanum Forum        | 12.700            |
| 7 ottobre 2023    | Casalecchio di Reno | Unipol Arena            | 12.000            |
| 13 ottobre 2023   | Torino              | PalaOlimipico           | 15.700            |
| 14 ottobre 2023   | Firenze             | Nelson Mandela Forum    | 8.212             |
| 15 ottobre 2023   | Firenze             | Nelson Mandela Forum    | 8.212             |
| 18 ottobre 2023   | Bari                | PalaFlorio              | 6.000             |
| 19 ottobre 2023   | Bari                | PalaFlorio              | 6.000             |
| 21 ottobre 2023   | Eboli               | PalaSele                | 8.000             |
| Canada            |                     |                         |                   |
| 13 novembre 2023  | Ontario             | Casino Rama             | 5.000             |
| Stati Uniti       |                     |                         |                   |
| 17 novembre 2023  | Chicago             | Copernicus Center       | —                 |
| 18 novembre 2023  | Atlantic City       | Rock Center             | —                 |
| 19 novembre 2023  | Connecticut         | Warner Theatre          | —                 |
| Italia            |                     |                         |                   |
| 28 dicembre 2023  | Messina             | Piazza Duomo            | —                 |
| 31 dicembre 2023  | Salerno             | Piazza della Libertà    | —                 |

## Formazione

### Pooh
- Roby Facchinetti – voce, tastiere, cori
- Red Canzian – voce, basso, contrabbasso, cori
- Dodi Battaglia – voce, chitarre, cori
- Riccardo Fogli – voce, cori

### Altri musicisti
- Phil Mer – batteria, percussioni
- Danilo Ballo - tastiere
- Alter Echo String Quartet
  - Marta Taddei - primo violino
  - Noemi Kamaras - secondo violino
  - Roberta Ardito - viola
  - Rachele Rebaudengo - violoncello
- GnuQuartet
  - Raffaele Rebaudengo - viola
  - Francesca Rapetti - flauto traverso
  - Roberto Izzo - violino
  - Stefano Cabrera - violoncello
- Grande Coro Hope

## Scaletta
- Intro
- Amici per sempre
- Canterò per te
- Stai con me
- Rotolando respirando
- Giorni infiniti
- Dove comincia il sole (Parte 1 e 2)
- Isabel
- L'aquila e il falco
- L'ultima notte di caccia
- Eleonora mia madre
- Il tempo, una donna, la città
- La donna del mio amico
- L'altra donna
- Stare senza di te
- In diretta nel vento
- Noi due nel mondo e nell'anima
- La mia donna
- L'anno, il posto l'ora
- Io e te per altri giorni
- Infiniti noi
- Parsifal (Parte 1 e 2)
- Vieni fuori
- In silenzio
- Alessandra
- Quando una lei va via
- Nascerò con te
- Piccola Katy
- Risveglio
- Viva
- Grandi speranze
- Il ragazzo del cielo (Lindbergh)
- Lettera da Berlino Est
- Dall'altra parte
- Tu dov'eri
- Orient Express
- Notte a sorpresa
- Cercando di te
- Ci penserò domani
- Incredibilmente giù
- Ali per guardare, occhi per volare
- La luna ha vent'anni
- Pierre
- 50 primavere
- Uomini soli
- Io sono vivo
- Non siamo in pericolo
- Tanta voglia di lei
- Dammi solo un minuto
- Se c'è un posto nel tuo cuore
- Pensiero
- Dimmi di si (In ricordo di Stefano)
- Chi fermerà la musica
- Traguardi (base finale)